# Akdeniz (traghetto)
L'Akdeniz è un traghetto di proprietà dell'organizzazione non governativa turca Insani Yardim Vakfi.

## Caratteristiche
L'Akdeniz è in grado di trasportare 1300 persone e 300 veicoli. Il traghetto dispone di 149 cabine per un totale di 459 posti letto e 384 posti volo. Inoltre vi è un ristorante con 135 posti a sedere, ristorante self-service con 224 posti a sedere, una pasticceria, un bar-caffetteria (274 posti), sale video, una sala cinema con 96 posti, sala per bambini.

## Servizio
Varato il 20 giugno 1978 nel cantiere navale Verolme Cork Dockyards di Cork con il nome di Connacht e consegnato il 12 gennaio 1979 alla B&I Line, prende servizio a partire dal 7 febbraio successivo sulla Swansea-Cork.
Il 21 maggio 1979 viene trasferito nei collegamenti tra Cork e Pembroke Dock. 
A settembre del 1980 prende servizio sulla Liverpool-Holyhead fino a marzo 1982, quando viene trasferito sulla Dublino-Holyhead.
Dal 12 gennaio 1988 torna ad operare sulla Cork-Pembroke Dock.
Nel giugno del 1988 viene venduto alla Societe Anonyme de Economie Mixte d`Equipment Navale, con consegna prevista nel settembre successivo.
Consegnato il 3 marzo 1988 al nuovo armatore, viene trasferito nel cantiere navale Jos. L. Meyer Werft di Papenburg, dove viene sottoposto a lavori di ristrutturazione, trasferito sotto le insegne della Brittany Ferries, e ribattezzato a dicembre Duchesse Anne.
Riconsegnato il 18 dicembre dal cantiere navale, viene subito noleggiato alla Crown Line, prendendo servizio nel gennaio del 1989 sulla Hoek van Holland-Harwich.
Dal 13 febbraio 1989 prende servizio nei collegamenti tra Saint-Malo e Portsmouth per Brittany Ferries.
Dal 14 giugno 1993 viene alternato nei collegamenti tra Saint-Malo e Cork, tra Roscoff e Cork e tra Roscoff e Plymouth.
Il 1º settembre 1995 entra in collisione con la diga foranea di Saint-Malo, venendo successivamente trasferito a Brest per le necessarie riparazioni. Tornato in servizio, opera per Brittany Ferries fino al 30 settembre 1996, quando viene disarmato e messo in vendita.
Nell'ottobre del 1996 viene acquistato dalla croata Jadrolinija e, ribattezzato Dubrovnik, prende servizio nel giugno del 1997 nei collegamenti tra Ancona e Spalato.

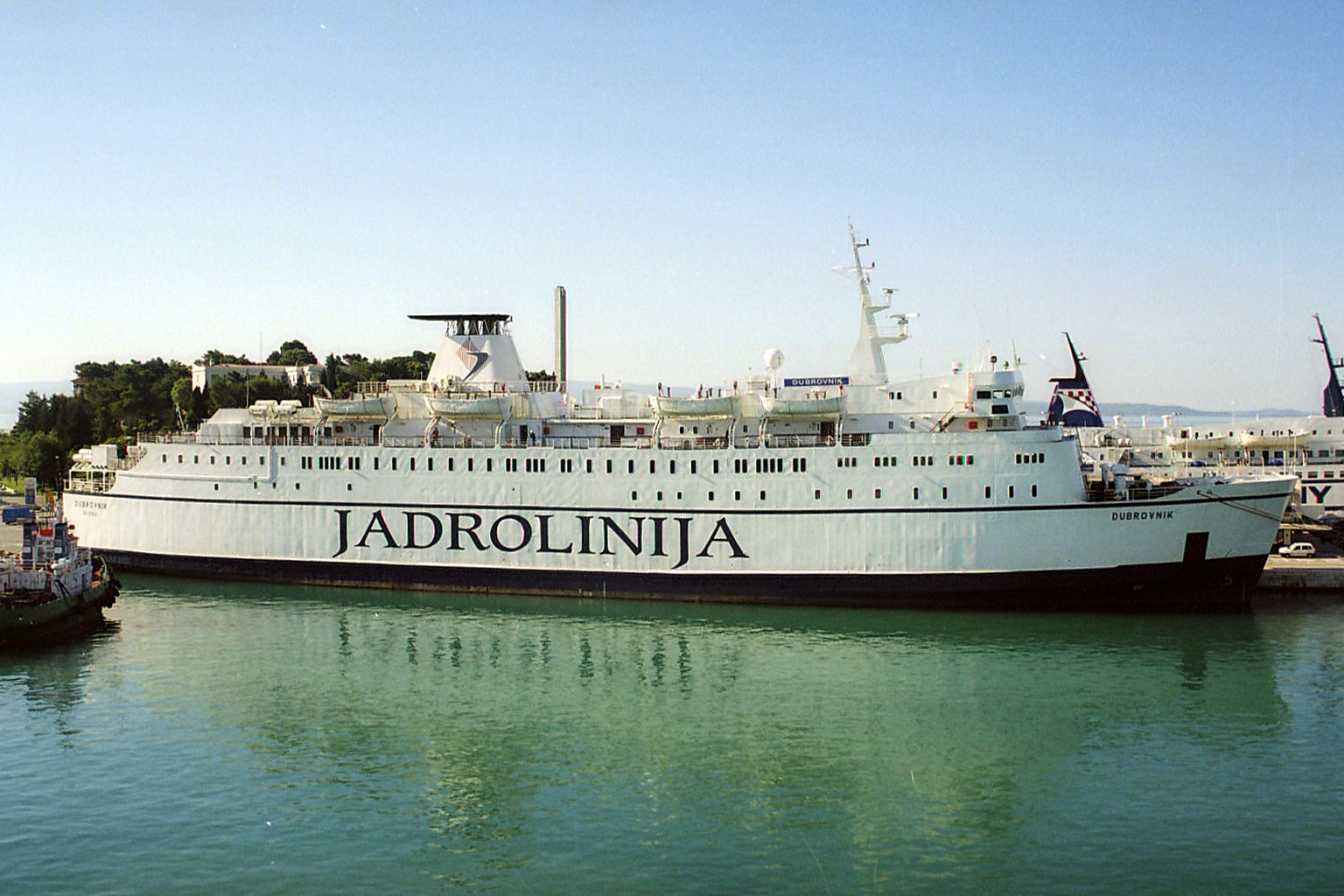
Il Dubrovnik ormeggiato a Spalato nel 2002.

Nel 2022, dopo 26 di servizio per la compagnia greca, viene disarmato e messo in vendita.
Il 30 marzo 2023 ne viene annunciata la cessione alla greca A-Ships Management, dalla quale viene ribattezzato Prince il 2 maggio successivo. Dal 10 luglio successivo prende servizio nei collegamenti tra Brindisi e Valona.
Dal 21 al 23 agosto 2023 viene fermato a Brindisi, in seguito al rinvenimento di 15 deficienze a bordo del traghetto.
Il 19 gennaio 2024 termina il servizio per A-Ships Management, venendo disarmato a Perama e messo in vendita. Il 29 marzo viene trasferito all'ancora in rada al Pireo.
Il 30 marzo 2024 ne viene annunciata la cessione all'organizzazione non governativa islamica turca Insani Yardim Vakfi, con l'intenzione di impiegarlo come nave di supporto per fornire aiuti alla popolazione palestinese. Ribattezzato Akdeniz, salpa dalla rada del Pireo verso Aliağa, dove giunge il 4 aprile. Il 6 aprile salpa per Tuzla, dove giunge 2 giorni dopo.
Il 1º maggio 2025, dopo più di un anno in sosta in rada a Tuzla, viene trasferito nel porto libico diMisurata.

## Navi gemelle
- Madeleine (ex Isle Of Inishturk)